# ستيفن بيركوفيتس
ستيفن بيركوفيتس (بالإنجليزية: Steven Berkowitz)‏ هو مسير أعمال أمريكي، ولد في 4 سبتمبر 1958 في سياتل في الولايات المتحدة.